# Francisco Martínez Marina
Francisco Javier Martínez Marina (Corrada del Obispo, Oviedo, 10 de maig de 1754 - Saragossa, 25 de juliol de 1833) va ser un jurista, historiador del dret, filòleg i sacerdot espanyol.

## Biografia
Fill d'Isidro Martínez Fernández i de Micaela Francisca Marina y Fernández de Puerna, va ingressar a la Universitat d'Oviedo en 1769 per escoltarr Filosofia i tres anys després obté el batxillerat en Arts; llavors comença el primer any de Teologia i prossegueix a la Universitat de Toledo des de 1773; allí rep ordres sagrades i en 1777 demana i obté una plaça de becari en el Col·legi de San Ildefonso de la d'Alcalá de Henares, que obté gràcies a la recomanació de Campomanes i de l'Arquebisbe de Toledo, el cardenal Francisco Antonio de Lorenzana; aquest mateix any li donen el càrrec de bibliotecari del Col·legi i és nomenat rector en 1778, mateix any en què es doctora a la Universitat de Toledo; en 1779 rep ordres de prevere. En 1781 obté per oposició una canongia de l'Església de San Isidro (Madrid) i Carles III el nomena capellà reial. En 1786 va ser escollit membre corresponent de la Reial Acadèmia de la Història, en 1787 supernumerari i en 1794 numerari; dins d'ella té els càrrecs de bibliotecari i arxiver. El 27 de novembre de 1801 és nomenat el seu director, posat en el qual va estar fins a 1804; en 1814 va ser el seu Tresorer i va ser reelegit Director en 1816 per romandre en aquest càrrec fins a 1820, encara que entre 1818 i 1820 va estar confinat a Lleida a causa de les seves idees liberals. En l'Acadèmia de la Història va participar en la confecció del Diccionario històrico-geogràfico (va redactar la part d'Àlaba) i, sobretot, en la correcció i edició de Las Siete Partidas d'Alfons X el Savi, per la qual va escriure el seu Ensayo histórico-crítico sobre la legislación y principales cuerpos legales de los Reinos de León y Castilla especialmente sobre el Código de las "Siete Partidas" de Don Alfonso el Sabio (Madrid, 1808), una de les seves més famoses obres. Va formar part també de la Reial Acadèmia Espanyola de la Llengua, en la qual va ser rebut com a membre honorari en 1797 i després va ser numerari; allí va participar en la correcció i augment del Diccionario. També va ser membre de la Reial Acadèmia de Bones Lletres de Barcelona.
Quant a la seva carrera eclesiàstica, va obtenir en oposició la magistralia de Plasència i la lectoralia d'Àvila, però la seva canongia a Madrid li suposa marxar a la capital. Durant aquests anys el Consell de Castella li confia algunes comissions: censurar llibres i periòdics, ser jutge en oposicions a càtedres i donar la seva opinió sobre la presumpta heretgia a Saragossa del famós P. Cadis. Escriu el Diccionario geográfico-histórico de Asturias, Principios naturales de la moral, de la política y de la legislación, Las antigüedades hispano-hebreas, Origen y proceso de las lenguas, Ensayo histórico-crítico sobre la legislación española, Juicio de la Novísima Recopilación, publicada com a autodefensa en els tribunals, Vida de Cristo i moltes altres; però l'obra més important que li ocupa per aquests anys és la seva Teoría de las Cortes, obra que sortirà publicada més tard (Madrid: Impremta de Fermín Villalpando, 1813) i va ser sancionada i aprovada amb algunes observacions en les Corts de Cadis de 1812.
Durant la Guerra del francès li van donar càrrecs al govern josefí malgrat el seu indubtable patriotisme; tenia fama de clergue liberal i progressista i els afrancesats volien atreure-se'l, per la qual cosa va ser nomenat membre de la Junta d'Instrucció Pública de 1811 al costat de Pedro Estala i altres erudits. No obstant això enviava treballs a El Español de Londres en 1810 i 1812. La restauració borbònica i el retorn del neoabsolutista Ferran VII van canviar la seva sort; la seva Teoría de las Cortes i l' Examen van ser prohibides al novembre de 1817 per la Inquisició i ell mateix va ser perseguit i confinat a Lleida entre 1818 i 1820 malgrat les protestes de les Acadèmies, entre elles la de Barcelona, que el va nomenar membre en 1818. Ell va reaccionar escrivint una Defensa que només es va publicar pòstuma (Madrid, 1861), i també va compondre una Historia civil y eclesiástica de Lérida (1819) que roman inèdita. El triomf liberal de Rafael del Riego va canviar aquesta situació el gener de 1820 i va ser alliberat.
Marina exhibia en tots els seus treballs extensos coneixements en llengües, història, dret, política i moral, però destacava sobretot per haver estat el primer que va intentar desentranyar l'arcà misteri de la formació dels codis legals espanyols, per la qual cosa se li considerava ja llavors fundador de la Història del Dret espanyol. El seu "Ensayo histórico-crítico" es va crear originàriament per servir de pròleg a Las Partidas i tractava sobre la història del dret castellà fins a l'Edat Mitjana. En la seva Teoría de las Cortes va ampliar aquest camí, traçat ja, entre d'altres, per Campomanes, i va defensar la necessitat d'impedir que els béns de la nació caiguessin en mans mortes, i fins a tal punt es va avançar al projecte de desamortització intentat per les Corts de Cadis i posat en pràctica després per Mendizábal, que Martínez Marina va dir:
| « | El primer de tots els mitjans indirectes que reclamen la raó, la justícia i l'ordre de la societat, és moderar la riquesa del clergat en benefici de l'agricultura, posar en circulació totes les propietats afectes a l'estat eclesiàstic i acumulades en esglésies i monestirs contra el vot general de la nació; restituir-les als pobles i famílies, del domini de les quals van ser arrencades pel despotisme, per la seducció, per la ignorància i per la falta de pietat; abolir per sempre l'injust i insuportable tribut dels delmes, que no es va conèixer a Espanya fins al S.XII, ni es va estendre, ni es va propagar, sinó a l'ombra de la barbàrie d'aquests segles i en raó als progressos del despotisme papal. | » |

El liberalisme d'aquests durs conceptes va provocar dures polèmiques en l'estament eclesiàstic, sent el Cardenal Inguanzo qui va reaccionar més vigorosament per rebatre-les. No obstant això aquestes idees liberals li van valer que Astúries l'escollís diputat per a les Corts de durant el Trienni Liberal (1820-1823), provocat per l'heroica rebel·lió contra l'absolutisme fernandí d'un altre asturià, Rafael del Riego, i, des d'aquesta posició, va formar part de comissions legislatives que, per exemple, van donar lloc al Codi Penal (1822). Al febrer de 1822 la Universitat d'Oviedo li va conferir el títol de Doctor honorari.
Amb la tornada de l'absolutisme en 1823, Martínez Marina va ser exonerat del gaudi de la seva prebenda i se li va assenyalar Saragossa com a lloc de residència obligada i confinament forçós on va trobar la mort. Perquè no morís de gana la Reial Acadèmia de la Història li havia assignat una pensió de 1500 ducats anuals i una altra de 300 el bisbe de Lleida. Per més que s'intentés en diverses ocasions al segle xix i XX traslladar les seves restes a Oviedo, només es va aconseguir al novembre de 2002, quan van ser traslladats des del cementiri saragossà de la Cartoixa Baixa al cementiri d'El Salvador, a Oviedo.
Va mantenir una opinió similar a la dels "jovellanistes" i el propi Gaspar Melchor de Jovellanos (Memoria en defensa de la Junta Central) entorn de la Constitució de 1812: la que existia prèviament una "constitució" tradicional, apropiada als usos i costums espanyols.
| «                                                                                             | Martínez Marina, en la tesitura espanyola de la Constitució gaditana de 1812, intentaria tractar de convèncer... que el que s'anava a fer era codificar la Constitució tradicional espanyola: ja estava en la història la font de les noves fórmules! | » |
| — Lorenzo Martín-Retortillo (2004) Los derechos fundamentales y la constitución a los 25 años | |   |

Va ser una figura de transició perquè en la seva obra coincideixen la forma de fer història del dret pròpia dels il·lustrats (amb l'ús del mètode històric crític), i d'altra banda la forma de fer història del dret liberal pròpia del segle xix. Va passar a ser el pare fundador de la Història del dret espanyol. José Martínez Cardós va editar les seves Obras escogidas (1966, 1968 i 1969, 3 vols.)

## Obres
- Oración gratulatoria, manuscrit.
- Diccionario geográfico-histórico de Asturias.
- Principios naturales de la moral, de la política y de la legislación.
- "Antigüedades hispano-hebreas convencidas de supuestas y fabulosas. Discurso histórico crítico sobre la primera venida de los judíos a España", Madrid: Imprenta de Sancha, 1796, i també a Memorias de la Real Academia de la Historia, 3 (1799), 317-468.
- Ensayo histórico-critico sobre el origen y progresos de las lenguas, señaladamente el romance castellano.
- Ensayo histórico-crítico sobre la legislación y principales cuerpos legales de los reinos de Castilla y León, especialmente sobre el código de las Siete Partidas de don Alfonso X el Sabio.
- Ensayo histórico-crítico sobre la antigua legislación de los reinos de León y Castilla, Madrid, 1808.
- Discurso sonbre el origen de la Monarquía y sobre la naturaleza dle gobierno español, para servir de introducción a la Teoría de las Cortes, Madrid, 1813.
- Teoría de las Cortes o grandes juntas nacionales de los reinos de León y Castilla. Monumentos de su constitución política y la soberanía del pueblo, con algunas observaciones sobre la ley fundamental de la Monarquía española sancionada por las Cortes generales y extraordinarias, y promulgada en Cádiz, a 19 de marzo de 1812, Madrid, 1813.
- Historia civil y eclesiástica de Lérida, 1819, inèdita.
- Discurso sobre las sociedades patrióticas, Madrid, 1820.
- Juicio de la Novísima Recopilación, publicada como autodefensa en los tribunales, 1819.
- Principios naturales de la moral, de la política y de la legislación, inèdit fins a 1833 i escrit en 1824, en realitat una versió de l'obra de Destutt de Tracy.
- Historia de la Vida de Nuestro Señor Jesucristo y de la doctrina y moral cristiana, Zaragoza, 1832, 4 vols.
- Defensa del doctor Don Francisco Martinez Marina contra las censuras dadas por el tribunal de la Inquisicion á sus dos obras Teoría de las Córtes: y el Ensayo histórico-crítico sobre la antiqua legislación de España, Madrid, 1861.